# Kauza Cervanová (film)
Kauza Cervanová je slovensko-český dokumentární film režiséra Roberta Kirchhoffa. Podtitulem filmu je „Pravda je jednoduchá. Lži jsou složité“.  Film se zabývá kauzou vraždy Ludmily Cervanové z roku 1976. Do kin byl uveden 16. května 2013.

## Téma filmu
Film se zabývá únosem, znásilněním a vraždou Ludmily Cervanové, která se stala v červenci 1976. První vynesení rozsudků proběhlo počátkem osmdesátých let minulého století, z kauzy bylo obžalovaných a následně na různý počet let (nejvyšší trest 24 let) odsouzených sedm mužů z Nitry. V 1991 byl rozsudek zrušen. V roce 2006 byl proces obnoven z důvodu vynesení nových důkazů a svědectví, přesto, i 30 let po vraždě, byli obžalováni znovu obviněni ze spáchání trestného činu vraždy a znásilnění a jejich tresty byly prodlouženy. Režisér Kirchhoff se o případu vyjádřil takto: „Tento nekonečný a tajemný případ je v jistém smyslu příběhem naší země a ukazuje, jaký je stav justice na Slovensku – od dob komunismu až podnes“.
Kirchhoff však nešlo o rekonstrukci kriminálního činu, i když ten samozřejmě nelze vynechat. Film však chce především zobrazit období sedmdesátých a osmdesátých let v Československu, se vztahy ve společnosti na pozadí této brutální vraždy. Dokumentární „detektivka“ proto není jen o záhadném zmizení a vraždě jedné dívky, ale zároveň mapuje širší příběh československé a slovenské společnosti přes protagonisty této dodnes neuzavřené kauzy. Samotná kauza Cervanová tak slouží jako styčný bod, zápletka, přes kterou může divák sledovat další rozšiřující se linie a motivy.
Dokument, jehož realizace trvala osm let, pracuje s různými druhy materiálů. Objevují se v něm dobové záznamy, fotografie a policejní spisy, ale těžiště zůstává v současných výpovědích obviněných mužů, které jsou často krát podpořeny rozhovory s ostatními zainteresovanými lidmi. 

## Produkce
Robert Kirchhoff film připravoval a natáčel od roku 2004. Film do kin přinesla Asociace slovenských filmových klubů. Byl to její 6. titul toho roku.
Během tohoto procesu si Kirchhoff psal deník, který by měl vyjít jako kniha.

## Ocenění
- Mezinárodní filmový festival Cinematik 2013 – nejlepší dokument
- 17. Mezinárodní festival dokumentárních filmů Jihlava – zvláštní uznání
- Crossing Europe Film Festival Linz – special mention
- Slunce v síti 2014 – nejlepší dokument

## Přijetí
Podle Miloše Krekoviča z Deníku SME „Za minulé desetiletí u nás sotva vznikl film, kde by se tak prolínala společensky závažná a aktuální téma s uměleckou formou. Nebo i jinak: estetika s etikou.“
Český filmový publicita Kamil Fila se pro časopis Respekt vyjádřil „Snímek nás nechá tápat v labyrintu metafyzické detektivky a obludný konspirační teorie ... Těžko Naji v současnosti český, ale i jiný film, který by vás dokázal vykolejit tolik, jako Kauza Cervanová“. 
Během prvního týdne v kinech si film od 16. do 19. května podívalo 1132 lidí. Film se tak stal předběžně nejnavštěvovanějším Slovenské dokumentárním filmem roku 2013.